# Parçay-sur-Vienne
Parçay-sur-Vienne és un municipi francès, situat al departament de l'Indre i Loira i a la regió de Centre – Vall del Loira. L'any 2007 tenia 629 habitants.

## Demografia

### Població
El 2007 la població de fet de Parçay-sur-Vienne era de 629 persones. Hi havia 256 famílies, de les quals 64 eren unipersonals (36 homes vivint sols i 28 dones vivint soles), 96 parelles sense fills, 72 parelles amb fills i 24 famílies monoparentals amb fills.
La població ha evolucionat segons el següent gràfic:
Habitants censats

### Habitatges
El 2007 hi havia 339 habitatges, 260 eren l'habitatge principal de la família, 58 eren segones residències i 21 estaven desocupats. 327 eren cases i 9 eren apartaments. Dels 260 habitatges principals, 207 estaven ocupats pels seus propietaris, 49 estaven llogats i ocupats pels llogaters i 4 estaven cedits a títol gratuït; 1 tenia una cambra, 17 en tenien dues, 51 en tenien tres, 96 en tenien quatre i 95 en tenien cinc o més. 210 habitatges disposaven pel capbaix d'una plaça de pàrquing. A 117 habitatges hi havia un automòbil i a 122 n'hi havia dos o més.

### Piràmide de població
La piràmide de població per edats i sexe el 2009 era:
| Homes | Edats   | Dones |
| ----- | ------- | ----- |
| 0     | 95 o +  | 0     |
| 4     | 90 a 94 | 0     |
| 0     | 85 a 89 | 0     |
| 4     | 80 a 84 | 4     |
| 4     | 75 a 79 | 8     |
| 24    | 70 a 74 | 20    |
| 16    | 65 a 69 | 8     |
| 24    | 60 a 64 | 32    |
| 8     | 55 a 59 | 12    |
| 16    | 50 a 54 | 12    |
| 24    | 45 a 49 | 24    |
| 12    | 40 a 44 | 16    |
| 32    | 35 a 39 | 12    |
| 16    | 30 a 34 | 28    |
| 12    | 25 a 29 | 16    |
| 16    | 20 a 24 | 12    |
| 8     | 15 a 19 | 20    |
| 16    | 10 a 14 | 4     |
| 20    | 5 a 9   | 8     |
| 8     | 0 a 4   | 20    |

## Economia
El 2007 la població en edat de treballar era de 359 persones, 268 eren actives i 91 eren inactives. De les 268 persones actives 241 estaven ocupades (140 homes i 101 dones) i 27 estaven aturades (8 homes i 19 dones). De les 91 persones inactives 40 estaven jubilades, 24 estaven estudiant i 27 estaven classificades com a «altres inactius».

### Ingressos
El 2009 a Parçay-sur-Vienne hi havia 264 unitats fiscals que integraven 635 persones, la mediana anual d'ingressos fiscals per persona era de 15.936 €.

### Activitats econòmiques
Dels 21 establiments que hi havia el 2007, 2 eren d'empreses extractives, 2 d'empreses alimentàries, 1 d'una empresa de fabricació d'altres productes industrials, 8 d'empreses de construcció, 2 d'empreses de comerç i reparació d'automòbils, 1 d'una empresa de transport, 2 d'empreses d'hostatgeria i restauració, 1 d'una empresa d'informació i comunicació, 1 d'una entitat de l'administració pública i 1 d'una empresa classificada com a «altres activitats de serveis».
Dels 10 establiments de servei als particulars que hi havia el 2009, 1 era un paleta, 4 fusteries, 1 lampisteria, 2 electricistes, 1 perruqueria i 1 restaurant.
Dels 2 establiments comercials que hi havia el 2009, 1 era una botiga de menys de 120 m² i 1 una fleca.
L'any 2000 a Parçay-sur-Vienne hi havia 30 explotacions agrícoles que ocupaven un total de 854 hectàrees.

## Equipaments sanitaris i escolars
El 2009 hi havia una escola elemental integrada dins d'un grup escolar amb les comunes properes formant una escola dispersa.

## Poblacions més properes
El següent diagrama mostra les poblacions més properes.